# Bandiera del Territorio della Capitale Australiana
La bandiera del Territorio della Capitale Australiana è il vessillo ufficiale dell'omonima entità amministrativa facente capo alla capitale Canberra.
Sebbene il Territorio della Capitale Australiana (ACT) esista dal 1911 ed abbia un proprio governo dal 1989, non ha mai avuto una bandiera fino all'adozione dell'attuale, avvenuta il 25 marzo 1993 a seguito di una competizione tra artisti e residenti nell'ACT, vinta da Ivo Ostyn.
La bandiera dell'ACT utilizza 3 colori - blu, giallo oro e bianco - ed è divisa in due parti: la parte sinistra occupa un terzo della bandiera ed è di colore blu, la parte destra è di color giallo-oro ed occupa i restanti due terzi.
Nella parte sinistra, su sfondo blu, compare la costellazione stilizzata della Croce del Sud come nella bandiera dell'Australia, con cinque stelle bianche (quattro a sette punte e una a cinque punte).
Nella parte destra, su sfondo giallo-oro, compare una versione modificata dello stemma della città di Canberra: uno scudo sostenuto da due cigni, uno blu (in origine nero, quale citazione del cigno nero australiano, a rappresentare il popolo nativo aborigeno australiano) e l'altro bianco (cigno reale euroasiatico, a rappresentazione dei coloni europei), al cui interno compaiono cinque simboli: un castello a tre torri, che simboleggia la tradizionale dignità e importanza della città di Canberra; la spada della giustizia che rappresenta il potere esecutivo del governo federale; lo scettro del parlamento che rappresenta il potere legislativo del Parlamento federale; la corona imperiale simboleggia l'autorità sovrana del Commonwealth; e infine la rosa di York in onore del ruolo determinante del Duca di York nella scelta di Canberra come sito del governo australiano.

## Proposta per modificare la bandiera

Proposta di Ivo Ostyn, autore della bandiera attuale

Fin dall'adozione, sono sorte iniziative per modificare la bandiera. Una di queste, disegnata dallo stesso Ostyn, prevede la sostituzione dello stemma, giudicato troppo complesso per essere un design efficace, con un fiore di Wahlenbergia gloriosa. Inoltre, Ostyn ha dichiarato di aver aggiunto lo stemma su richiesta del governo del Territorio.